# Hoogheemraadschap van de Alblasserwaard
Het Hoogheemraadschap van de Alblasserwaard was een waterschap in de Alblasserwaard in de Nederlandse provincie Zuid-Holland, opgericht op 31 maart 1277. 
Het waterschap was verantwoordelijk voor de waterhuishouding in de Alblasserwaard. Het hoogheemraadschap was gevestigd in Ameide.